# 科馬里夫卡 (大米海利夫卡區)
47°9′36″N 29°34′58″E / 47.16000°N 29.58278°E
科馬里夫卡（烏克蘭語：Комарівка）是位於烏克蘭西南部的村莊，由敖德萨州羅茲季利納區的大米哈伊利夫卡市鎮負責管轄。該村始建於1859年，面積0.51平方公里，海拔高度131米，2001年人口221，人口密度每平方公里433.33人。